# Ulica Łódzka w Kielcach
Ulica Łódzka – jedna z ulic w Kielcach. Jest fragmentem drogi krajowej nr 74.
Jest główną ulicą wylotową z Kielc w kierunku Łodzi oraz jedną z dłuższych ulic w samych Kielcach (prawie 4 km).

## Przebieg
Ulica zaczyna się od skrzyżowania z ulicami Jesionową i Zagnańską. Jest to zarazem początek drogi wojewódzkiej nr 762, która biegnie Zagnańską w kierunku dworca PKP. Później krzyżuje się z ulicami: Robotniczą, Karola Olszewskiego oraz Szkrzetlewską, Hubalczyków, 1 Maja, Transportowców oraz Wystawową i Kazimierza Smolaka (z kolei między tymi dwoma ostatnimi jest wybudowany wraz z zachodnią obwodnicą miasta most Żołnierzy Wyklętych). Ulica Łódzka kończy się wraz z granicą miasta na bezkolizyjnym węźle Kielce-Zachód, gdzie można wjechać na drogę ekspresową S7. Ulica Łódzka kontynuowana jest jako ulica Kielecka w gminie Miedziana Góra. 

## Przebudowy ulicy Łódzkiej
W 2007 roku dobudowano drugą jezdnię ul. Łódzkiej na odcinku od skrzyżowania z ul. Zagnańską do skrzyżowania z ul. Hubalczyków.
Fragment ulicy Łódzkiej (od granicy miasta do skrzyżowaniem z ulicami Wystawową i Smolaka) został przebudowany w ramach rozbudowy zachodniej obwodnicy Kielc (lata 2010-2013). W ramach tej inwestycji wybudowano m.in. most Żołnierzy Wyklętych.
3 marca 2022 roku ogłoszono przetarg na przebudowę kieleckiego fragmentu drogi krajowej nr 74 (w tym ulicy Łódzkiej) do parametrów drogi ekspresowej (S74). Brane pod uwagę były 3 warianty: "mur", "tunel" i "2 tunele", w których (w zależności od wariantu) przewidziane były 2 lub 1 węzeł. Jeden z nich ma się znajdować w miejscu obecnego skrzyżowania ulic Łódzkiej i Hubalczyków. Drugi (tylko w wariancie "mur" oraz "2 tunele") w miejscu obecnego skrzyżowania ulic Łódzkiej, Zagnańskiej i Jesionowej. Ostatecznie wybrano wariant "2 tunele". Ogłoszenie przetargu planowane było przed końcem 2021 roku, jednak ostatecznie ogłoszony został dopiero w 2022 roku. Skrzyżowanie ulic Zagnańskiej, Łódzkiej i Jesionowej będzie tym samym jednym z trzech (obok węzła Kielce-Bocianek i planowanego węzła Kielce-Hubalczyków) możliwych wjazdów na drogę ekspresową, która ma planowo przebiegać przez Kielce. Umowa na realizację tego odcinka o długości 5,5 km została podpisana 24 stycznia 2023 roku. Zwycięzcą okazało się Przedsiębiorstwo Usług Technicznych „INTERCOR" Sp. z o.o. Koszt inwestycji to 713,4 mln zł.
5 lipca 2023 roku w ramach wdrażania systemu ITS przebudowana została sygnalizacja świetlna na skrzyżowaniu ulic Łódzkiej, Zagnańskiej i Jesionowej.

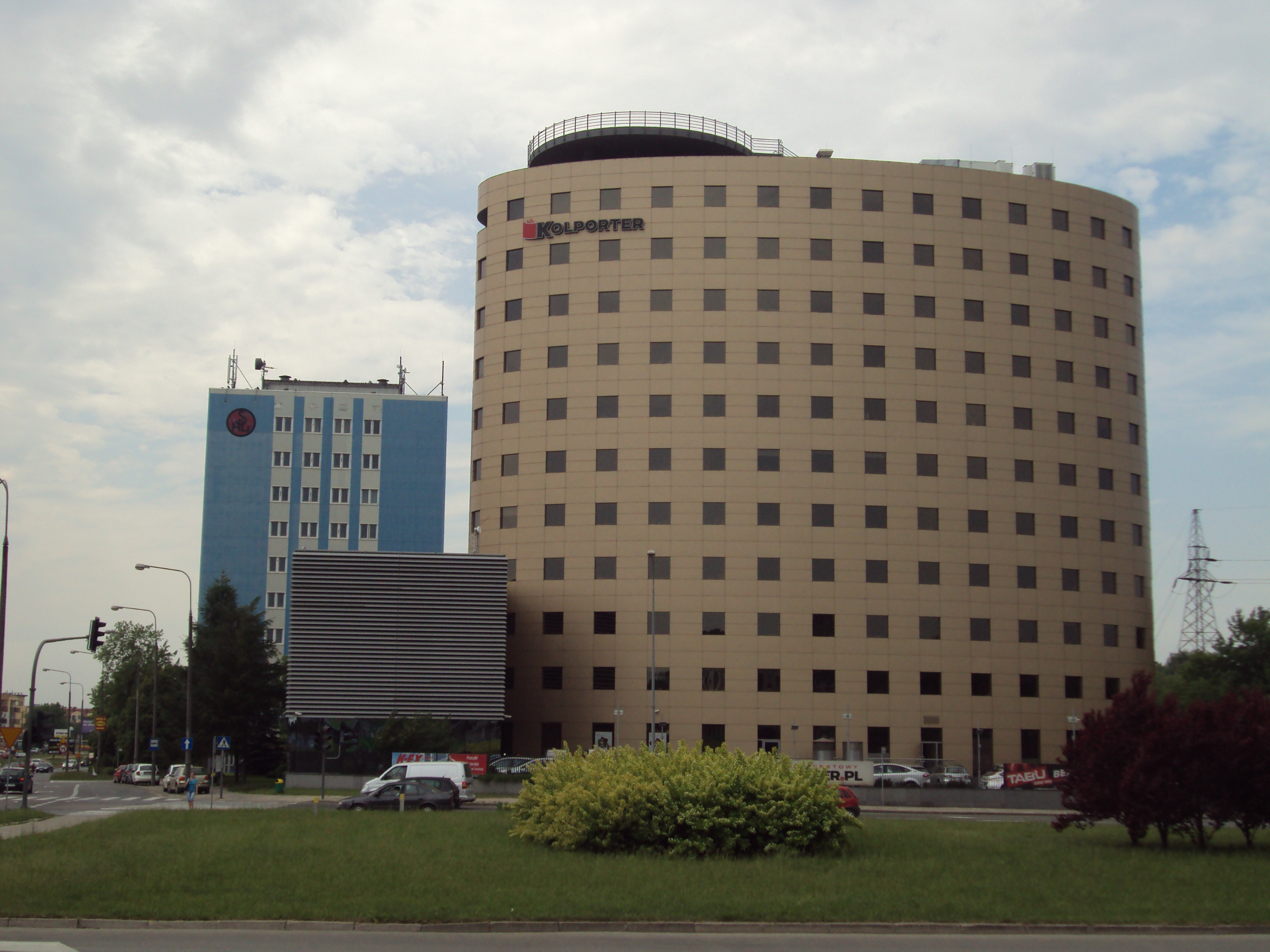
Siedziba Kolportera, znajdująca się przy skrzyżowaniu ulic Zagnańskiej i Łódzkiej

## Ważniejsze obiekty przy ulicy Łódzkiej
- siedziba Kolportera, największego dystrybutora prasy w Polsce
- stacja kolejowa Kielce Piaski
- Elektrociepłownia Kielce
- salon Nissana[a][10]
- salon Citroena[a][11]
- salon Mazdy[a][12]

## Komunikacja miejska
Na ulicy Łódzkiej znajduje się 5 przystanków obsługiwanych przez 7 linii (9, 23, 32, 36, 44, 53, 54).